# Organizacijska ljestvica živog svijeta
Organizacijska ljestvica živog svijeta od najmanje do najveće cjeline:
- Atom: ugljik, vodik, kisik, dušik, sumpor; više: periodni sustav
- Molekula: adenozin trifosfat (ATP), voda, DNK, amonijak, etanol, NADP; više: biologija, kemija, molekularna biologija
- Makromolekula: ugljikohidrati, lipidi, bjelančevine; više: organska kemija
- Organeli: različiti dijelovi stanice: jezgra, ribosom, golgijevo tijelo, mitohondrij, jezgrica; više: citologija
- Stanica: eukariotska stanica, prokariotska stanica; više: citologija
- Tkiva: mišićno tkivo, živčano tkivo, vezivno tkivo, masno tkivo, gradivno tkivo, okolno tkivo; više:histologija
- Organi: bubreg, koža, jetra, srce, gušterača, pluća; više: anatomija, organi
- Organski sustavi: krvožilni sustav, dišni sustav, probavni sustav, živčani sustav; više: anatomija, organski sustavi
- Jedinka: jedno živo biće
- Populacija: skupina jedinki neke vrste koji se međusobno rasplođuju na određenom prostoru, međusobno se genetički razlikuju; više: evolucija, populacijska genetika, ekologija
- Biocenoza: životna zajednica odnosno skup različitih populacija na istom prostoru više:ekologija
- Ekosustav: sastavljen je od biocenoze i staništa: vodeni ekosustav, kopneni ekosustav
- Biosfera: litosfera (gornji sloj do 10 metara), hidrosfera (ocean, rijeka, more), atmosfera (nekoliko 10-taka metara iznad tla); više: ekologija